# 219 (liczba)
219 (dwieście dziewiętnaście) – liczba naturalna następująca po 218 i poprzedzająca 220.

## W matematyce
- 219 to liczba wesoła[1].
- 219 posiada rekordowo wysoką funkcję Mertensa ((219) = 4)[2].
- 219 to najmniejsza liczba, którą można przedstawić jako sumę czterech dodatnich sześcianów na dwa różne sposoby[3].
- Istnieje 219 różnych przestrzennych, dyskretnych i pełnowymiarowych grup zbiorów symetrii przestrzeni trójwymiarowej i grup struktur krystalicznych.